# Berufsakademie für IT und Wirtschaft Oldenburg
Die Berufsakademie für IT und Wirtschaft Oldenburg ist eine staatlich anerkannte Studieneinrichtung des
tertiären Bildungsbereichs. Träger ist der IBS IT & Business School Oldenburg e. V. 2003 wurde die Berufsakademie durch die regionale Wirtschaft in Kooperation mit dem Oldenburger Forschungsinstitut OFFIS – Institut für Informatik gegründet. Unter der Marke „IBS IT & Business School Oldenburg“ werden die Dualen Bachelor-Studienprogramme Wirtschaftsinformatik und Betriebswirtschaft angeboten. Dabei wechseln sich Studienphasen an der IBS Oldenburg mit Praxisphasen in einem der verschiedenen Ausbildungsunternehmen ab.

## Studium

### Wirtschaftsinformatik
Ab 2004 führte die Berufsakademie Oldenburg diesen Studiengang mit dem Abschluss Wirtschaftsinformatiker (BA) durch. Nach erfolgreicher Akkreditierung wurde dieser mit Studienbeginn 2010 durch einen Studiengang mit der staatlichen Abschlussbezeichnung zum Bachelor of Science in Wirtschaftsinformatik abgelöst. Im Jahr 2019 erfolgte die Re-Akkreditierung ohne Auflagen und mit Qualitätssiegel.
Die Semester bestehen jeweils aus einer Akademiephase von zehn und einer Praxisphase von 16 Wochen. Das Bachelorstudium dauert insgesamt sieben Semester. Neben dem Bachelor-Abschluss B. Sc. Wirtschaftsinformatik kann nach vier Semestern zusätzlich einer der folgenden Berufsabschlüsse durch eine Prüfung vor der Oldenburgischen Industrie- und Handelskammer erworben werden:
- Fachinformatiker/in Anwendungsentwicklung
- Fachinformatiker/in Systemintegration
- Kauffrau / Kaufmann für IT-Systemmanagement

Der Besuch einer Berufsschule ist dazu nicht erforderlich.

### Betriebswirtschaft
Mit dem Studienbeginn August 2013 wird erstmals der Studiengang Betriebswirtschaft angeboten, ebenfalls als duales Studienprogramm. Die Studierenden können nach sieben Semestern den Abschluss Bachelor of Arts Betriebswirtschaft erreichen. Der Studiengang wurde am 26. April 2012 ohne Auflagen erfolgreich erst- und 2019 erneut erfolgreich und ohne Auflagen sowie mit Qualitätssiegel durch die FIBAA reakkreditiert.
Im Studium der Betriebswirtschaft kann zwischen folgenden vier Schwerpunkten gewählt werden:
- Energiewirtschaft
- Industrie & E-Commerce
- Handel & E-Commerce
- Digital Business

Zudem ist es den Studierenden möglich, neben ihrem akademischen Abschluss auch einen Berufsabschluss vor der Industrie- und Handelskammer zu erwerben – auch hier ohne den Besuch einer Berufsschule.

### Studi für einen Tag
Über die Webseite Studi-für-einen-Tag.de können Interessierte Schülerinnen und Schüler ein persönliches Schnupperstudium vereinbaren. Durch die Teilnahme am realen Vorlesungsbetrieb und die Möglichkeit zum Austausch mit Studierenden der IBS Oldenburg gewinnen sie so Einblicke in den Studienalltag. Die IBS Oldenburg bietet dies 50 Wochen im Jahr individuell nach Absprache an.